# Фрідріх Вільгельм Гаук
Фрідріх Вільгельм Гаук (нім. Friedrich Wilhelm Hauck; 10 січня 1897, Бреслау — 15 квітня 1979, Юберлінген) — німецький воєначальник і військовий історик, генерал артилерії вермахту. Кавалер Лицарського хреста Залізного хреста.

## Біографія
Після закінчення гімназії хотів вивчати право в Сілезькому університеті Фрідріха-Вільгельма, проте з початком Першої світової війни вступив добровольцем в армію. Після демобілізації армії залишений в рейхсвері. З 10 листопада 1938 року — офіцер штабу 5-го армійського корпусу. Учасник Польської і Французької кампаній. З 1 червня 1940 року — начальник Генштабу 37-го вищого командування особливого призначення. З 18 лютого 1941 року — обер-квартирмейстер 11-ї армії. З 18 вересня 1942 року — генерал-квартирмейстер Генштабу сухопутних військ. З 27 листопада 1942 року — командир 386-го гренадерського полку, з 5 березня 1943 по грудень 1944 року — 305-ї піхотної дивізії, з 15 по 21 січня 1945 року — 64-го армійського, з 2 березня 1945 року — 51-го гірського корпусу. 2 травня потрапив у британський полон. 7 лютого 1948 року звільнений.

## Сім'я
Одружився з Рут Фібіг (1900—1996). Шуринами Гаука стали Вільгельм Фібіг і Гассо Фібіг. В пари народились 4 дітей.

## Звання
- Доброволець (1 вересня 1914)
- Єфрейтор (10 березня 1915)
- Унтер-офіцер (5 листопада 1915)
- Віце-фельдфебель (22 серпня 1916)
- Лейтенант резерву (12 червня 1917)
- Лейтенант (12 вересня 1918) — патент від 19 лютого 1916 року.
- Обер-лейтенант (31 липня 1925)
- Гауптман (1 серпня 1931)
- Гауптман Генштабу (1 жовтня 1932)
- Майор Генштабу (1 січня 1936)
- Оберст-лейтенант Генштабу (1 січня 1939)
- Оберст Генштабу (1 грудня 1940)
- Генерал-майор (1 червня 1943)
- Генерал-лейтенант (1 березня 1944)
- Генерал артилерії (20 квітня 1945)

## Нагороди
- Залізний хрест 2-го і 1-го класу
- Нагрудний знак «За поранення» в чорному
- Почесний хрест ветерана війни з мечами
- Медаль «За вислугу років у Вермахті» 4-го, 3-го, 2-го і 1-го класу (25 років)
- Медаль «У пам'ять 1 жовтня 1938»
- Застібка до Залізного хреста 2-го і 1-го класу
- Орден Зірки Румунії, командорський хрест з мечами (19 вересня 1941)
- Хрест Воєнних заслуг 2-го і 1-го класу з мечами
- Німецький хрест в сріблі (6 липня 1942)
- Медаль «За зимову кампанію на Сході 1941/42»
- Кримський щит
- Лицарський хрест Залізного хреста (11 червня 1944)

### Рецензії
- Manfred Kehrig: Analyse und Dokumentation einer Schlacht, herausgegeben vom Militärgeschichtlichen Forschungsamt. Deutsche Verlagsanstalt, Stuttgart 1974.
- Alfred Philippi, Ferdinand Heim: Der Feldzug gegen Sowjetrußland 1941—1945. W. Kohlhammer, Stuttgart 1962.
- Hans Meier-Welcker: Generaloberst Seeckt. Bernard und Graefe, Bonn 1967.
- Franz von Gaertner: Die Reichswehr in der Weimarer Republik. Fundus-Verlag, Darmstadt 1968.
- Wilhelm Kohlhaas: Candia 1645—1669, die Tragödie einer abendländischen Verteidigung. Biblio-Verlag, Osnabrück 1978.

### Консультації молодим історикам
- Dermot Bradley: Generaloberst Guderian.
- Eberhard Möschel: Generalfeldmarschall v. Weichs.

### Лекції
- Tradition wahren oder schaffen. Soldatentagung der Ev. Akademie in Bad Boll, 1951.
- Ansprache des Gefühls in der Soldatenerziehung. Soldatentagung der Ev. Akademie in Bad Boll, 1952.
- Preußentum und Wehrhaftigkeit. Verband der Vereine Deutscher Studenten, 1964.
- Stalingrad. (vielerorts und häufig)
- Betrachtungen zur politischen Strategie der Sowjetunion. Deutsche Corpszeitung 1975 und 1976.

### Інше
- Stellungnahme zu: Der Christ und die Verhütung des Krieges im Atomzeitalter. Deutscher Ökumenischer Studienausschuß, 1955.